# Stafford McDowall

a Compétitions nationales et continentales officielles uniquement.

b Matchs officiels uniquement.
Dernière mise à jour le 6 septembre 2023.
Stafford McDowall, né le 24 février 1998 à Dumfries (Écosse), est un joueur international écossais de rugby à XV qui joue au poste de centre aux Glasgow Warriors.

## Biographie

### Jeunesse et formation
Stafford McDowall commence à jouer au rugby au Stewartry RFC, puis avec l'équipe de l'École Merchiston Castle, avant de rejoindre les Glasgow Warriors chez les moins de 17 ans, en 2014. Ensuite, il joue pour Édimbourg Rugby dans la catégorie des moins de 18 ans avant de retourner chez les Warriors en moins de 20 ans. 
En parallèle, il joue au Ayr RFC, dans le championnat écossais. Il est élu jeune joueur du club durant la saison 2016-2017. Il a également fait partie de la Scottish Rugby Academy (en). 

### Carrière en club
Stafford McDowall joue pour la première fois avec les Glasgow Warriors en août 2017, lors d'un match amical face à Northampton. Il entre en cours de partie et son équipe est battue 14-19. Quelque temps plus tard, le 27 octobre 2017, il fait ses débuts professionnels lors de la septième journée du Pro14 de la saison 2017-2018 contre les Southern Kings. Il entre en jeu dans une large victoire 43 à 13,. Il s'agit toutefois de son seul match de la saison.
Durant les saisons suivantes que McDowall commence à gagner un peu de temps de jeu. Il marque le premier essai de sa carrière face au Zebre, lors de la 17e journée de championnat de la saison 2018-2019 (victoire 10-42). À la fin de cette saison, les Glasgow Warriors sont battus en finale du Pro14 par Leinster (14-18), match auquel McDowall ne participe pas.
Cependant avec l'arrivée de Danny Wilson (en) à la tête de l'équipe en 2020, son temps de jeu est très faible et son équipe ne lui propose ainsi pas de prolongation de contrat. McDowall pense alors à arrêter sa carrière pour s'occuper de la ferme familiale,. Finalement, après le départ de Wilson en 2022, il retrouve du temps de jeu durant la saison 2022-2023 et s'impose en tant que titulaire au centre et est même désigné capitaine à plusieurs reprises,. Cette saison, il joue dix-neuf matchs toutes compétitions confondues, dont dix-huit en tant que titulaire et marque neuf essais, soit 45 points. Les Glasgow Warriors atteignent la finale de la Challenge Cup où ils affrontent le RC Toulon. McDowall débute cette rencontre sur le banc des remplaçants, puis entre en jeu à la place de Domingo Miotti à la 45e minute. Les Écossais s'inclinent sur le score de 43 à 19,. À la fin de cette saison, ses très bonnes performances sont récompensées par une prolongation de contrat de deux ans,.

### Carrière internationale
Stafford McDowall représente dans un premier temps l'équipe d'Écosse des moins de 18 ans, avec qui il affronte notamment les Scottish Exiles (en) en 2016.
Ensuite, il joue avec l'équipe d'Écosse des moins de 20 ans. Il participe aux Tournois des Six Nations des moins de 20 ans en 2017 et 2018,.
En janvier 2019, il est appelé pour la première fois de sa carrière en équipe d'Écosse pour le Tournoi des Six Nations 2019. Il ne joue cependant aucun match à cette occasion. Quatre ans plus tard, il fait son retour en sélection, appelé par Gregor Townsend dans un groupe de 40 joueurs pour le Tournoi des Six Nations 2023. Il ne joue toujours pas avec son pays durant ce tournoi. Il doit attendre six mois pour connaître enfin sa première cape, à l'occasion d'un match de préparation à la Coupe du monde 2023, face à l'Italie. Il est titularisé et joue toute la rencontre, se terminant par une victoire écossaise 25-13. Il n'est toutefois pas retenu dans le groupe final participant au Mondial.
Au mois de janvier 2024, il est sélectionné pour le Tournoi des Six Nations.

## Statistiques

### En club
| Saison    | Club             | Championnat       | Championnat | Championnat | Coupe d'Europe     | Coupe d'Europe | Coupe d'Europe |
| Saison    | Club             | Compétition       | M           | Ess.        | Compétition        | M              | Ess.           |
| --------- | ---------------- | ----------------- | ----------- | ----------- | ------------------ | -------------- | -------------- |
| 2017-2018 | Glasgow Warriors | Pro14             | 1           | -           | Coupe d'Europe     | -              | -              |
| 2018-2019 | Glasgow Warriors | Pro14             | 10          | 2           | Coupe d'Europe     | 2              | -              |
| 2019-2020 | Glasgow Warriors | Pro14             | 8           | 1           | Challenge européen | 1              | -              |
| 2020-2021 | Glasgow Warriors | Pro14             | 3           | -           | Challenge européen | -              | -              |
| 2020-2021 | Glasgow Warriors | Pro14 Rainbow Cup | 4           | -           | Challenge européen | -              | -              |
| 2021-2022 | Glasgow Warriors | URC               | 10          | -           | Coupe d'Europe     | -              | -              |
| 2022-2023 | Glasgow Warriors | URC               | 15          | 6           | Challenge cup      | 4              | 3              |
| 2023-2024 | Glasgow Warriors | URC               | 17          | 4           | Champions Cup      | 4              |                |
| Total     | Total            | Total             | 68          | 13          | Coupes d'Europe    | 11             | 3              |

### Internationales
Au 16 mars 2025, Stafford McDowall compte 13 sélections en équipe d'Écosse et a marqué 10 points.
| Année | Compétition | Matchs | Points | Essais |
| ----- | ----------- | ------ | ------ | ------ |
| 2023  | Test matchs | 1      | -      | -      |
| Total | Total       | 1      | 0      | 0      |

## Palmarès
- Glasgow Warriors
  - Finaliste du Pro14 en 2019
  - Finaliste de la Challenge Cup en 2023
  - Vainqueur du United Rugby Championship en 2024